# Carjacking

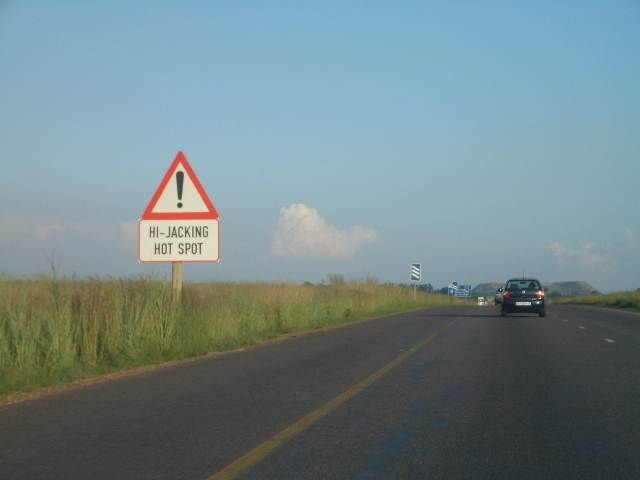
Waarschuwing tegen carjacking in Zuid-Afrika

Van carjacking of autokaping is sprake als een of meer personen een poging ondernemen om een personenauto of kleine bedrijfswagen onrechtmatig in bezit te krijgen voorafgegaan, vergezeld of gevolgd door geweld, of bedreiging met geweld tegen een of meer personen.
Carjacking valt onder het delict diefstal met geweld. Van carjacking is sprake als iemand met geweld of bedreiging van geweld tegen personen, op of aan de openbare weg en in/bij het voertuig, gedwongen wordt tot afgifte van een voertuig.
Het woord 'carjacking' is een porte-manteau van 'car' (auto) en 'hijacking' (kaping).
Het is een ernstig misdrijf vanwege de risico's voor het slachtoffer en de directe omgeving. Om de wagen te kunnen bemachtigen gebruikt de carjacker soms geweld, of dreigt met gebruik van geweld.